# Голая сингулярность
Голая сингулярность (англ. Naked singularity) — гипотетическое понятие общей теории относительности (ОТО), обозначающее гравитационную сингулярность без горизонта событий.
В классической чёрной дыре в сингулярности сила гравитации настолько велика, что свет не может покинуть горизонт событий и, таким образом, объекты внутри горизонта событий, включая саму чёрную дыру, не могут наблюдаться непосредственно. Голая сингулярность, в случае её существования, наоборот, может наблюдаться извне.
Теоретическое доказательство существования голых сингулярностей имеет большое значение, поскольку оно означает, что в принципе возможно наблюдение сжатия объекта до бесконечной плотности. Это способствовало бы также разрешению основополагающих проблем ОТО, поскольку ОТО не может делать прогнозы о будущей эволюции пространства-времени вблизи сингулярности. В случае «обычных» чёрных дыр, это не является проблемой, так как внешний наблюдатель не может наблюдать пространство-время внутри горизонта событий.
Некоторые исследования (2005) показывают, что если верна теория петлевой квантовой гравитации, то голые сингулярности могут существовать в природепри допущении, что принцип космической цензуры не выполняется. Численные расчёты и некоторые другие аргументы также указывают на такую возможность.
К настоящему времени голые сингулярности не обнаружены.

## Гипотеза возникновения
В концепции вращающихся чёрных дыр показано, что быстро вращающаяся сингулярность может стать кольцеобразным объектом. Это приводит к появлению двух горизонтов событий, а также эргосферы, которые сближаются по мере того, как спин сингулярности возрастает. При слиянии внешнего и внутреннего горизонтов событий, они сжимаются к вращающейся сингулярности и в конце концов отгораживают остальную Вселенную.
Достаточно быстро вращающаяся сингулярность может возникнуть в результате коллапса пыли или сверхновой звезды.
Голая сингулярность является примером математической сложности (сжатие до бесконечной плотности), который демонстрирует более глубокую проблему в понимании этого физического процесса. Приемлемое решение данной проблемы должна помочь найти пока ещё не разработанная функциональная теория квантовой гравитации.

## Метрики
Исчезновение горизонта событий существует в метрике Керра, которая описывает вращающуюся чёрную дыру в вакууме. В частности, если её момент импульса достаточно велик, горизонт событий исчезнет. Преобразовав метрику Керра в координаты Бойера-Линдквиста, можно показать, что координата {\displaystyle r} (которая не является радиусом) горизонта событий
{\displaystyle r_{\pm }=\mu \pm {\sqrt {\mu ^{2}-a^{2}}}},
где {\displaystyle \mu ={\frac {GM}{c^{2}}}}, и {\displaystyle a={\frac {J}{Mc}}}. В этом случае, «исчезновение горизонта событий» означает, что решения являются комплексными для {\displaystyle r_{\pm }}, или {\displaystyle \mu ^{2}<a^{2}}.
Исчезновение горизонта событий также можно увидеть в метрике Райсснера-Нордстрема для заряженной чёрной дыры. В этой метрике можно показать, что сингулярность возникает при
{\displaystyle r_{\pm }=\mu \pm {\sqrt {\mu ^{2}-q^{2}}}},
где {\displaystyle \mu ={\frac {GM}{c^{2}}}}, и {\displaystyle q={\frac {GQ^{2}}{4\pi \varepsilon _{0}c^{4}}}}. Из трёх возможных случаев для относительных значений {\displaystyle \mu } и {\displaystyle q}, в случае где {\displaystyle \mu ^{2}<q^{2}}, оба значения {\displaystyle r_{\pm }} являются комплексными. Это означает, что метрика является регулярной для всех положительных значений {\displaystyle r}, или, другими словами, сингулярность не имеет горизонта событий.

## Эффекты
Наличие голой сингулярности позволит учёным наблюдать сжатие объекта до бесконечной плотности, которое при нормальных обстоятельствах невозможно. По ряду оценок, отсутствие горизонта событий позволит голым сингулярностям излучать свет.
В то же время, принцип космической цензуры, сформулированный в 1970 году Роджером Пенроузом, утверждает, что голая сингулярность не может возникнуть в нашей Вселенной при реальных начальных условиях.

## В научной фантастике
- Научно-фантастическая трилогия Майкла Харрисона[англ.] (Свет[англ.], Новый размах[англ.] и Пустое пространство) посвящена исследованиям голой сингулярности.
- «Темная опасность» Джеймса Гласса (опубликовано в журнале Astounding Science Fiction, март 2005 г.) описывает ситуацию, когда экипаж космического корабля попадает в эргосферу чёрной дыры или сингулярности, и каким образом он выбирается из этой, казалось бы, безвыходной ситуации.
- В серии космических опер «Xeelee Sequence» Стивена Бакстера описано массивное кольцо, которое создаёт голую сингулярность. Она используется героями опер для перемещения в другую вселенную.
- В американском фантастическом телесериале Звёздный крейсер «Галактика» в эпизоде под названием «Daybreak» (2004) колония Сайлон вращается по орбите вокруг голой сингулярности.
- В трилогии Питера Гамильтона «Рассвет» (англ. The Night's Dawn) «спящий бог», по-видимому, является голой сингулярностью.
- В компьютерной игре «Космическая станция 13» двигатели станции вырабатывают энергию за счет маленькой голой сингулярности.